# Umspannwerk Großhöbing
Das Umspannwerk Großhöbing des 110 kV-Verteilnetzes speist lokale Mittelspannungsnetze mit 20 kV. Es ist eines von 62 Umspannwerken der N-ERGIE-Netz GmbH.
Eine Verbindung zu Großkraftwerken besteht nur über die Umspannwerke Roth und Allersberg. Ein Drehstromsystem überbrückt das Umspannwerk. Nur das zweite Drehstromsysteme ist am Umspannwerk angeschlossen. Mit Stand 2024 existieren in der Anlage zwei Leistungstransformatoren.
Der Bau des Umspannwerks erfolgte in den 1980er Jahren durch das Fränkische Überlandwerk. 2003 wurde erstmals die Kapazität im Umspannwerk erhöht. 2018 wurde der bisherige 25-MVA-Trafo durch einen neuen 40-MVA-Trafo von der Firma Starkstrom-Gerätebau ersetzt. Grund hierfür sind zusätzliche Einspeisungen wie zum Beispiel aus dem Windpark Stadelhofen-Titting.
Aktuell (2024) ist eine Machbarkeitsstudie für eine der größten Wasserstoffanlagen Bayerns in Arbeit. Die Abwärme soll in den Dörfern Kleinhöbing und Großhöbing zum Heizen verwendet werden.